# Kristian Humbsch
Kristian Humbsch (* 9. April 1942 in Kamenz) ist ein deutscher Schriftsteller.

## Leben
Kristian Humbsch wurde als Sohn eines Kaufmanns in Kamenz geboren. Nach der Schulzeit absolvierte er eine Ausbildung zum Chemiearbeiter, studierte an der Pädagogischen Hochschule Dresden und wurde Lehrer. Er lebt in der Uckermark in Schwedt/Oder. Ab 1982 arbeitete er als freiberuflicher Autor. Er war Mitglied im Schriftstellerverband der DDR. In literarischen Zirkeln übernahm er auch die Nachwuchsarbeit. Seine Veröffentlichungen umfassen hauptsächlich Bücher zum Genre der Kinder- und Jugendliteratur.
Er forscht zum jüdischen Leben in der Uckermark, initiierte dort die Einbringung von Stolpersteinen zur Erinnerung an deportierte und ermordete jüdische Familien und fand die Mikwe, das rituelle Tauchbad, sowie das Wohnhaus des Synagogendieners, welche unter seiner Leitung von Mitgliedern der Gesellschaft für Denkmalpflege des Kulturbunds zunächst gegen die Widerstände der Stadtverwaltung von Schutt beräumt wurden, bevor die Stadt Schwedt später das Objekt übernahm und sanierte.
Ein weiteres Betätigungsfeld seiner Tätigkeit als ehrenamtlicher Bodendenkmalpfleger sind Glasmarken. Seine Sammlerobjekte sind auf der digitalen Museumsseite Brandenburg zu sehen. Zu Glashütten und Glasmarken verfasste er mehrere Sachbücher.
Im Heimatbuchverlag Brandenburg erschien 2022 der erste Teil einer vom Autor geplanten Trilogie mit dem Titel Lehmkulli.

## Schriften (Auswahl)
- Lockvögel. Mit Illustrationen von Gerhard Goßmann, Kinderbuchverlag, 2. Auflage, Berlin 1976.
- Piepenhagen. Ein Schwedter Original. Mit Illustrationen von Uta Vogel, Rat der Stadt Schwedt, Abteilung Kultur (Hrsg.), Schwedt/Oder 1988.
- Ellis und die Insel. Mit Illustrationen von Ralf Alex Fichtner, Verlag Neues Leben, 3. Auflage, Berlin 1989, ISBN 3-355-00875-3.
- Christliche und magisch-okkulte Symbole auf Glasmarken. Verlag Lenover, Neustrelitz 1998, ISBN 3-930164-51-5.
- Glasmarken der beiden Grossherzogtümer Mecklenburg-Schwerin und Mecklenburg-Strelitz. Verlag Lenover, Neustrelitz 2001, ISBN 3-930164-68-X.
- Das Glasmarken-ABC. kolme k-Verlag, Gifhorn 2006, ISBN 978-3-939386-22-3.
- Alte Glashütten in Polen. Studien zur Produktionsgeschichte und den Markungen unter besonderer Berücksichtigung Pommerns, Schlesiens und Ostbrandenburgs.   kolme k-Verlag, Gifhorn 2006, ISBN 978-3-939386-13-1.
- Vom Adelswappen zur Zunftmarke. Ein Kapitel europäischer Kulturgeschichte im Abbild ihrer Glasmarken. kolme k-Verlag, Gifhorn 2006, ISBN 978-3-939386-15-5.
- Lehmkulli. Trilogie, Teil 1, Heimatbuchverlag Brandenburg, Potsdam 2022, ISBN 978-3-9815521-5-7.